# Loreta Maskaliovienė

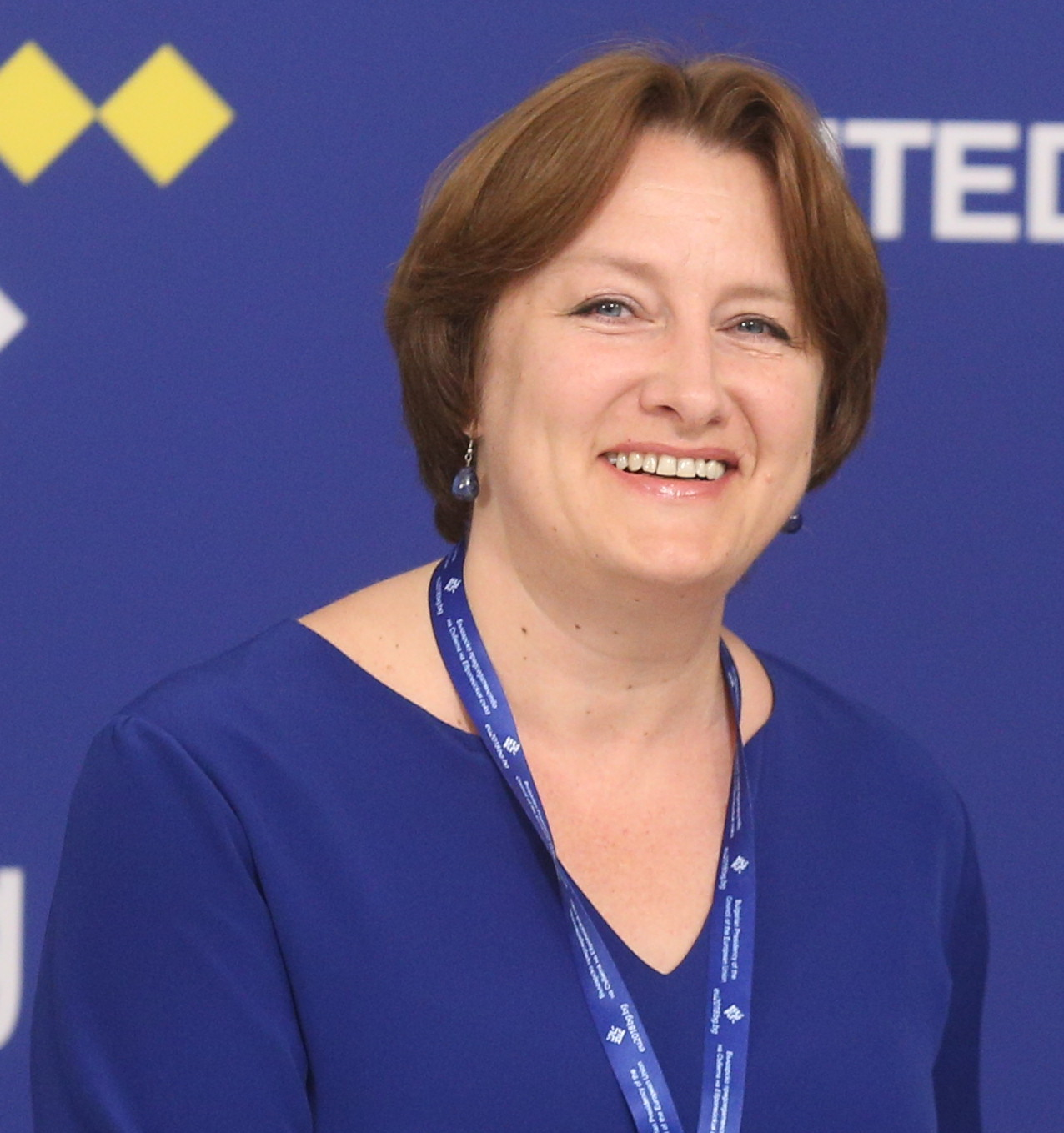
Loreta Maskaliovienė (2018)

Loreta Maskaliovienė (* 14. August 1972 in Panevėžys) ist eine litauische Politikerin, Vizeministerin.

## Leben
Nach dem Abitur 1994 am Juozas-Balčikonis-Gymnasium Panevėžys  absolvierte Loreta Maskaliovienė von 1994 bis 1998 das Bachelorstudium und von 1998 bis 2000 das Masterstudium des Zivilingenieurwesens an der Gedimino technikos universitetas in Vilnius. Von 1998 bis 2007 war sie Oberspezialistin, stellvertretende Leiterin und Leiterin der Unterabteilung am Verkehrsministerium Litauens. Von 2007 bis 2010 arbeitete sie als Leiterin der Unterabteilung für Wirtschaftswachstum-Handlungsprogramm, dann als stellvertretende Direktorin im EU-Department sowie von 2010 bis 2016 als Direktorin des Departments für EU-Fonds-Investitionen am Finanzministerium Litauens. 
Vom 22. Dezember 2016 bis Dezember 2020 war Loreta Maskaliovienė als stellvertretende Finanzministerin von Vilius Šapoka im Kabinett Skvernelis tätig. Seit 2021 ist sie stellvertretende Verkehrsministerin von Skuodis im Kabinett Šimonytė tätig.
Loreta Maskaliovienė ist verheiratet.